# Stanislaus Rapagelanus
Stanislaus Rapagelanus, auch Lituanus, litauisch: Stanislovas Rapalionis, polnisch: Stanisław Rapajłowicz (* um 1485 bei Eišiškės, Litauen; † 13. Mai 1545 in Königsberg) war ein lutherischer Theologe der Reformationszeit.

## Leben
Stanislaus Lituanus, wie er in den Quellen meist genannt wird, entstammte einer litauischen Adelsfamilie und war mit dem litauischen Reformator  und Bibelübersetzer Abraham Culvensis verwandt. Die Bedeutung des Namens Rapagelanus ist ungeklärt. Seine Geburt, Jugend und Bildung liegen im Dunkeln. Belegt ist, dass er in Krakau studiert und den Grad des Baccalaureus erlangt hat. Als in Polen die Verfolgung der Evangelischen einsetzte, wird er ebenso wie Abraham Culvensis in Preußen Zuflucht gesucht haben. Herzog Albrecht I. von Brandenburg-Ansbach nahm ihn unter seine Stipendiaten auf und schickte ihn zum Studium nach Wittenberg.
Am 22. März 1542 immatrikulierte er sich und machte aufgrund seiner Begabung rasche Fortschritte. Nachdem er 1544 den akademischen Grad eines Lizentiaten erworben hatte, promovierte er zusammen mit Theodor Fabricius unter Martin Luthers Vorsitz am 29. Mai 1544 zum Doktor der Theologie. Der Herzog mahnte ihn schon vorher zur Rückkehr, erlaubte ihm aber auf Johannes Bugenhagens Fürsprache hin, den Sommer über noch zu bleiben. Er hielt Vorlesungen in Hebräisch und wurde am 11. Juni 1544 endgültig zurückberufen, um eine theologische Professur an der Albertus-Universität Königsberg zu übernehmen. Rapagelanus hatte Bugenhagen und Philipp Melanchthon nahegestanden, aber auch Luther kannte ihn und hatte als Dekan zu seiner Promotion mit besonderem Anschlag eingeladen. Mit einem Empfehlungsschreiben Melanchthons versehen begab er sich nach Königsberg und las dort zuerst über die Psalmen.
Als sprachbegabter, theologisch gegründeter Mann, der die Wittenberger Lehre treu einhielt, und als lauterer Charakter erwarb sich Rapagelanus in Königsberg bald Achtung und Ansehen. Von ihm liegt eine Abhandlung De ecclesia vor, in der er das Wesen der Kirche im Sinne der Confessio Augustana und der Schmalkaldischen Artikel erläutert. Bei der Eröffnung der Universität Königsberg war er der erste Theologe. Seine Vorlesungen fanden große Beachtung und wurden selbst vom Herzog besucht. Ein Brief an Paul Speratus zeigte ihn als gebildeten, urteilsfähigen Theologen von milder Richtung, der über allen Streitigkeiten stand. In den Fragen, die das polnisch-litauische Nachbargebiet betrafen, war er dem Bischof ein sachkundiger Ratgeber.
Mit seinem Namen beginnt die litauische Literaturgeschichte. Rapagelanus ist der erste litauische Dichter, der ein Passionslied in litauischer Sprache dichtete.
Im November 1544 heiratete Rapagelanus die Tochter des herzoglichen Leibarztes Basilius Axt. Wenige Tage nach seiner ersten Disputation, am 13. Mai 1545, starb Rapagelanus plötzlich, betrauert von seinen Studenten. Johann Briesmann hielt ihm im Dom die Grabrede.